# سبيشسكه بودهرايده
سبيشسكه بودهرايده (بالإنجليزية: Spišské Podhradie)‏ هي بلدة و municipality of Slovakia تقع في سلوفاكيا في Levoča District.[بحاجة لمصدر] يقدر عدد سكانها بـ 3,826 نسمة .

## توأمة
لسبيشسكه بودهرايده اتفاقيات توأمة مع:
- Gmina Głogów Małopolski [الإنجليزية]‏